# Phil Trim
Theophilus Earl Trim, genannt Phil (* 5. Januar 1940 in Trinidad und Tobago) ist ein spanischer Musiker afroamerikanischer Abstammung.
Seine erste Veröffentlichung hatte er 1962 als Mitglied der Trinidad Steel Band, auf deren Konzerttourneen er auch nach Spanien kam. Dort wurde er Ende der 1960er Jahre Leadsänger der spanischen Band Pop Tops, welche mit dem von Phil Trim gesungenen Song Mamy Blue 1971 ihren größten Hit hatte (Nummer 1 in Deutschland und auch – 10 Wochen lang – in der Schweiz). Die Aufnahme verband die ausdrucksstarke Stimme Phil Trims mit einem Gospelchor.
Nach weiteren internationalen Erfolgen, darunter die zwei Top-30-Hits Suzanne Suzanne und Hideaway in Deutschland, lösten sich die Pop Tops Mitte der 1970er Jahre auf. Phil Trim war danach in Spanien noch mit mehreren Soloalben erfolgreich.

## Diskografie
- 1977 Solo – CFE Explosion ES-34123
- 1978 The Game of Love – CFE Explosion ES-34132
- 1980 Ron y Coca Cola – CFE Explosion ES-34136
- 1981 Aqui estoy! – CFE Explosion ES-34141
- 2000 Todas sus mejores grabaciones en CFE (Phil Trim 1977 – 1981) – RAMA RO-51332